# Encyclopaedia Metallum
De Encyclopaedia Metallum: The Metal Archives (gewoonlijk bekend als Metal Archives of MA) is een website met een database van bands in de metalmuziek.

## Website
De website werd op 17 juli 2002 opgericht door twee Canadezen, die onder hun pseudoniemen Morrigan en Hellblazer bekend staan. Doel van de website is een volledige databank te krijgen van alle relevante metalbands die bestaan.
Deelname aan de website is gratis. In 2017 zijn er ongeveer 40 moderators en ongeveer 260.000 geregistreerde gebruikers. Geregistreerde gebruikers kunnen informatie over bands toevoegen. Deze worden gecontroleerd door de moderators op hun verenigbaarheid met de databasestructuur en de basisregels van de site.
Er worden ook enkele bands opgenomen in een aparte sectie. Deze vallen vaak in het genre dark ambient en folk. Bepaalde metal-gerelateerde genres worden niet opgenomen op de website, zoals nu metal en djent. Metalcore en deathcore-bands worden alleen geaccepteerd als ten minste een album meer metal dan core elementen bevat.

## Ontvangst
De website wordt regelmatig door de tijdschriften Terrorizer, Decibel en Rock Hard als bron gebruikt. Ook populair-wetenschappelijke literatuur gebruikt voor haar onderzoek de Encyclopaedia Metallum.